# Half Moon (Karolina Północna)
Half Moon – jednostka osadnicza w Stanach Zjednoczonych, w stanie Karolina Północna, w hrabstwie Onslow.